# Piz Daint (superpočítač)
Piz Daint je superpočítač Švýcarského národního superpočítačového centra (anglicky Swiss National Supercomputing Centre, italsky Centro Svizzero di Calcolo Scientifico; CSCS) v kantonu Ticino a funguje od dubna 2013. Počítač je založený na procesorech Intel Xeon E5 a původně se skládal ze systémů Cray XC30. Od doby instalace byl několikrát rozšířen. Naposledy v listopadu 2016 na Cray XC40 / XC50.
Počítač je pojmenován podle hory Piz Daint v kantonu Graubünden ve Švýcarsku. Ve srovnání se svým předchůdcem Cray XE6 Monte Rosa nabízí Piz Daint několikanásobně vyšší výpočetní výkon a vyžaduje méně elektrické energie. Využívá se také pro simulace (modelování) regionálního klimatu, které jsou implementovány počítačovým programem – regionálním klimatickým modelem COSMO-CLM (model COSMO v tzv. režimu CLimate Mode, také CCLM). 
Piz Daint je implementací zatím posledního kroku švýcarské iniciativy pro Vysoce výkonnou výpočetní techniku a sítě (anglicky High-Performance Computing and Networking, HPCN) rady ETH. Strategie HPCN byla zahájena v roce 2009. Cílem bylo vybavit Švýcarsko, jako místo určenému pro výzkum (německy Forschungsplatz Schweiz), petaFLOPS superpočítačem – výpočetním systémem schopným zpracovat alespoň 1015 operací s plovoucí desetinnou čárkou za sekundu (1 PFLOPS, 1 petaFLOPS).
Po rozšíření (anglicky upgradu) superpočítače Piz Daint o jednotky GPU NVIDIA Tesla P100 na 19,6 PFLOPS za cenu 40 milionů švýcarských franků (CHF), se Švýcarsko v létě 2017 stalo zemí s třetím nejrychlejším superpočítačem na světě (po dvou počítačích v Číně, před USA). Piz Daint vytlačil ze třetího místa superpočítač Titan z Národních laboratoří Oak Ridge. V roce 2018 byl Piz Daint na 5. místě žebříčku, po dalším vylepšení na 21,2 PFLOPS byl v roce 2019 na 6. místě a v roce 2020 se posunul místo desáté.
Od dubna 2023 by měl být Piz Daint nahrazen novým superpočítačem Alps (česky Alpy), exascale výpočetní a datovou platformou – výpočetním systémem schopným zpracovat alespoň 1018 operací v plovoucí desetinné čárce za sekundu (1 exaFLOPS).